# Mount Abu

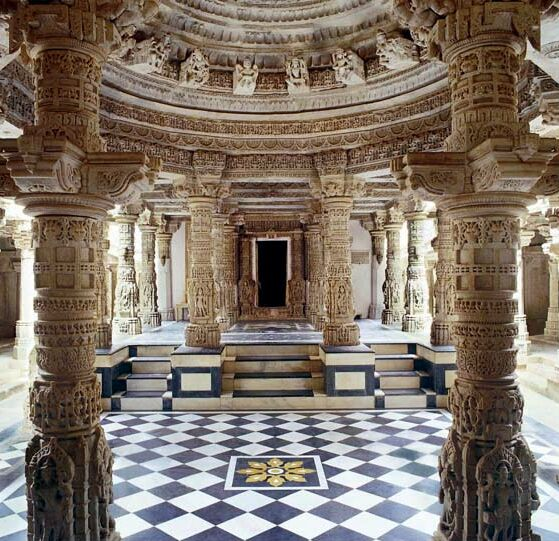
Dilwara-Tempel

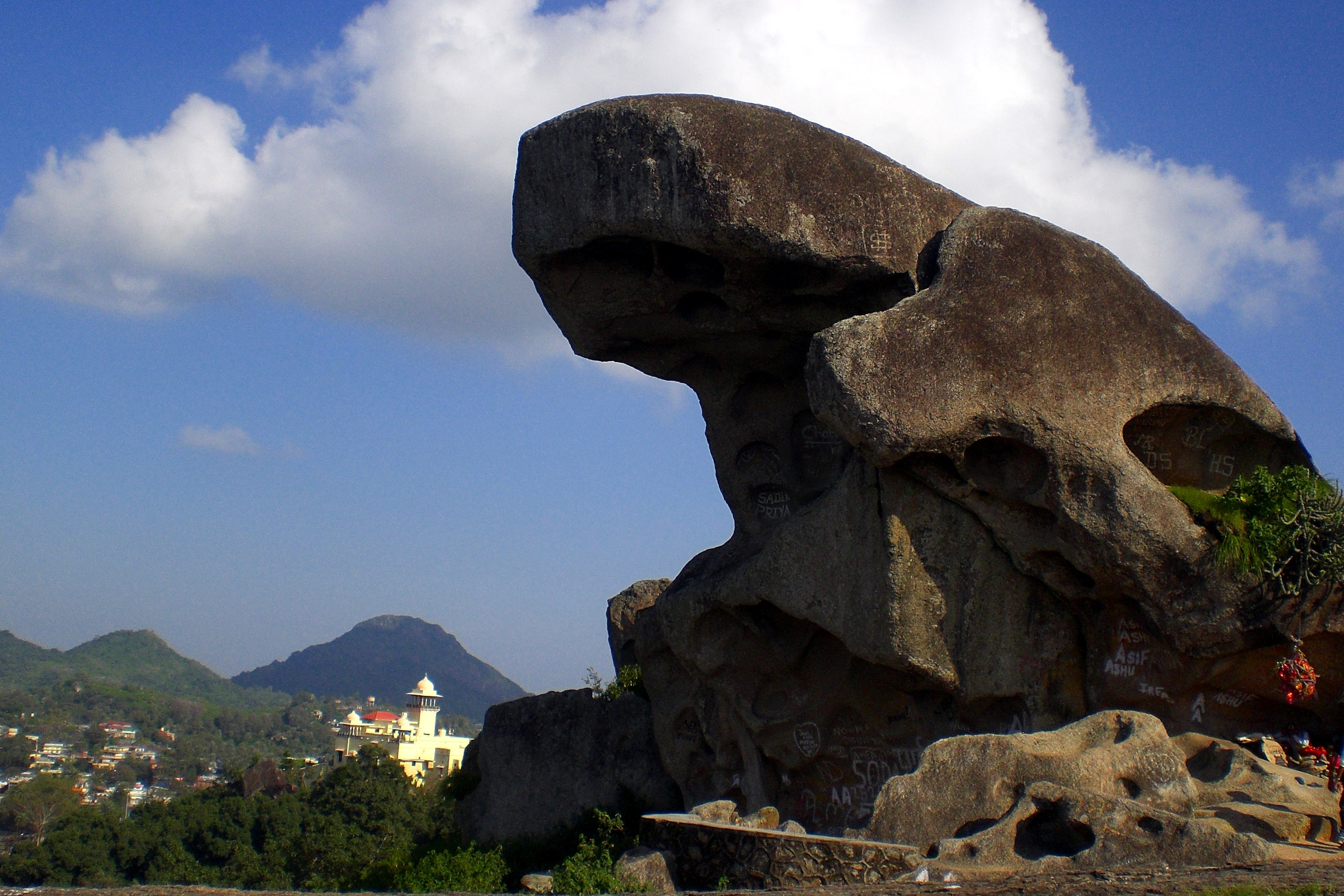
Toad Rock

Mount Abu oder nur Abu (Hindi: माउंट आबू) ist ein Bergort mit rund 23.000 Einwohnern im Aravalligebirge im Süden des indischen Bundesstaats Rajasthan.

## Lage und Klima
Mount Abu liegt auf einer etwa 1155 m hoch gelegenen waldreichen Hochfläche von rund 22 km Länge und 6 km Breite. Auf dem Plateau befinden sich zahlreiche kleinere und mittlere Erhebungen sowie mehrere kleine Seen, von denen der am nordwestlichen Ortsrand gelegene Nakki Lake der größte und bekannteste ist. Die Anfahrt von der in der Ebene gelegenen Stadt Abu Road ist nur etwa 33 km lang, dauert aber wegen der kurvenreichen Strecke meist ca. 2 Stunden. Das Klima ist gemäßigt bis warm; Regen (ca. 1615 mm/Jahr) fällt nahezu ausschließlich während der sommerlichen Monsunzeit.

## Bevölkerung
| Jahr      | 1991   | 2001   | 2011   |
| Einwohner | 15.593 | 22.152 | 22.943 |

Etwa 89 % der Einwohner sind Hindus und ca. 7 % sind Moslems; die übrigen Religionsgemeinschaften (Jains, Sikhs, Buddhisten und Christen) bilden kleine Minderheiten. Wie bei Volkszählungen im Norden Indiens üblich ist der männliche Bevölkerungsteil zahlenmäßig um ca. 15 % höher als der weibliche.

## Wirtschaft
Trotz der Höhenlage wird in den Dörfern in geringem Umfang Landwirtschaft betrieben; die meisten Nahrungsmittel werden jedoch aus dem Flachland auf den Berg transportiert. Die mit Abstand wichtigste Rolle im Wirtschaftsleben spielen heute der innerindische und internationale Tourismus.

## Geschichte
Die Berglandschaft im Süden Rajasthans findet bereits Erwähnung in den altindischen Texten der Puranas, in den Upanishaden und im Mahabharata. Hier soll einer Legende zufolge der Ursprungsort von vier Rajputendynastien gewesen sein, die alle aus dem Feuer hervorgingen. Mount Abu war einst Teil des Chauhan-Reiches, dessen Hauptstadt jedoch zu Beginn des 14. Jahrhunderts ins Flachland nach Chandravati verlegt wurde. Doch nutzten die regionalen Herrscher und schließlich die Briten den Ort als Sommersitz (hill station).

## Sehenswürdigkeiten
Mount Abu ist eine stark touristisch orientierte Kleinstadt mit hunderten Hotels und Pensionen, die vor allem von Kurzurlaubern aus Gujarat und Rajasthan wegen der ganzjährig vorherrschenden, relativen Kühle besucht wird. Darunter sind viele junge Pärchen in ihren Flitterwochen, die in den zahlreich vorhandenen Geschäften aller Art einen Teil ihrer Mitgift ausgeben.
- Mount Abu ist eine bekannte Pilgerstätte für Jains, deren Dilwara-Tempel (Vimal Vasahi und Luna Vasahi) zu den künstlerisch beeindruckendsten Tempelbauten ganz Indiens gehören.
- Der Nakki Lake ist die Hauptsehenswürdigkeit der Region, seinen Namen erhielt er der Legende nach von einem Hindugott, der ihn mit seinen Fingernägeln (nakh) aus dem Fels gekratzt haben soll. Der Uferweg ist sehr reizvoll und führt an interessanten Felsformationen vorbei, von denen der bekannteste der Toad Rock ist.

Umgebung
- In der Abenddämmerung ist der ca. 2 km südwestlich der Stadt gelegene Sunset Point Ziel vieler – meist indischer – Touristen.
- Ein Ausflug zum etwa 10 km nordöstlich gelegenen Ort Achalgarh ist ebenfalls empfehlenswert. Weitere 10 km nördlich befindet sich der Guru Shikhar, der mit seinen 1722 m Höhe die höchste Erhebung Rajasthans bildet.

## Sonstiges
In Mount Abu hat auch die Glaubensgemeinschaft der Brahma Kumaris ihren spirituellen Hauptsitz, die nach eigenen Angaben in 85 Ländern vertreten ist. Jedes Jahr sollen etwa 2,5 Mio. Besucher den weitläufigen Campus bei Mount Abu besuchen.

## Persönlichkeiten
- Midge Moreman (1902–1987), britische Turnerin